# Ryō Takano
Ryō Takano (jap. 高野 遼, Takano Ryō; * 13. November 1994 in Yamato, Präfektur Kanagawa) ist ein japanischer Fußballspieler.

## Karriere
Ryō Takano erlernte das Fußballspielen in der Jugendmannschaft der Yokohama F. Marinos sowie in der Universitätsmannschaft der Nippon Sport Science University. Hier stand er bis 2016 unter Vertrag. 2016 wurde er vom Erstligisten Shonan Bellmare aus der Hafenstadt Hiratsuka ausgeliehen. Am Ende der Saison belegte er mit dem Club den Siebzehnten Tabellenplatz und musste in die zweite Liga absteigen. 2016 wurde er an seinen ehemaligen Jugendverein Yokohama F. Marinos ausgeliehen. Die Marinos spielten in der ersten Liga, der J1 League. Nach der Ausleihe wurde er von den Marinos 2017 fest verpflichtet. Von August 2017 bis Januar 2019 wurde er an Ventforet Kofu ausgeliehen. Der Verein spielte 2017 in der ersten Liga. Ende 2017 musste der Club den Weg in die Zweitklassigkeit antreten. Für Kofu absolvierte er 42 Spiele. 2019 kehrte er nach der Ausleihe zu den Marinos zurück und feierte im gleichen Jahr mit den Marinos die japanische Fußballmeisterschaft. Für die Marinos absolvierte er insgesamt 27 Ligaspiele. Im Juli 2021 wechselte er zum Ligakonkurrenten Júbilo Iwata. Ende 2021 feierte er mit Júbilo die Meisterschaft der zweiten Liga und den Aufstieg in die erste Liga. Nach nur einer Saison in der ersten Liga musste er am Ende der Saison 2022 als Tabellenletzter wieder den Weg in die zweite Liga antreten. 2023 gelang ihm mit dem Verein als Vizemeister der zweiten Liga der direkte Wiederaufstieg in die erste Liga.

## Erfolge
Yokohama F. Marinos
- Japanischer Meister: 2019

Júbilo Iwata
- Japanischer Zweitligameister: 2021
- Japanischer Zweitligavizemeister: 2023